# Catherine Richard
Pour les articles homonymes, voir Richard.
Catherine Richard épouse Decarnin (née le 31 octobre 1956 à Reims) est une athlète française, spécialiste du 400 mètres haies.

## Biographie
Elle est sacrée championne de France du 400 mètres haies en 1976 et 1977.
Elle améliore à trois reprises le record de France du 400 mètres haies : 1 min 0 s 71 le 26 juin 1976 à Villeneuve-d'Ascq, 59 s 71 le 17 juillet 1977 à Bucarest et 59 s 27 le 24 juillet 1977 à Nevers.